# Pigeiros
Pigeiros est une ancienne paroisse civile portugaise (en portugais : freguesia) de la municipalité de Santa Maria da Feira dans le district d'Aveiro.
La loi no 11-A/2013 du 28 janvier 2013, portant réorganisation administrative du territoire des freguesias, fusionne Pigeiros avec la paroisse voisine de Caldas de São Jorge pour former l’União das freguesias de Caldas de São Jorge e Pigeiros (dont le siège est à Caldas de São Jorge).